# Толебийски район
Толебийски район (на казахски: Төле би ауданы) е съставна част на Туркестанска област, Казахстан.
Има обща площ 2985 км2 и население 119 044 души (по приблизителна оценка към 1 януари 2020 г.). Административен център е град Ленгер.